# アキロバトル
アキロバトル（Achillobator）は白亜紀後期（約9800万年前-9000万年前）に現在のアジアのモンゴル付近に生息していたドロマエオサウルス科の獣脚類恐竜の属の一つである。大型のドロマエオサウルス類であり、唯一知られている個体でもあるホロタイプでは全長6 mと推定されている 。地上生活に適応した構造の体であり、二足歩行の肉食動物であった。活発な捕食者であり、第二趾にある長く伸びた鎌状の鉤爪で狩りをしたと推定される。

## 名前の由来
属名は「英雄アキレウス」を意味し、著名なギリシャ神話の英雄でトロイア戦争の戦士アキレウスを意味するラテン語のAchillesとモンゴル語で英雄を意味するbaatar（古代にはbagatur）より派生したものである。この名は鎌状の鉤爪につながった大きなアキレス腱にちなんで命名されたものであり、この爪はドロマエオサウルス科の主要な格闘武器である。タイプ種の種小名 giganticusはギリシャ語のgigantas (γίγαντας)から派生したもので「巨大な」を意味し、他のドロマエオサウルス類を超越する大きさであることにちなんでいる。

## 発見と種
アキロバトルの化石は最初、モンゴルとロシアの共同野外調査により発見され、1989年にBurkhantで収集されたが、1999年にモンゴルの古生物学者アルタンゲレル・ペルレ、アメリカの古生物学者マーク・ノレルおよびJim Clarkによって行われるまで記載、命名が行われなかった。ここでも標本は十分記載されず、後者2人の知識なしで発表されている。
アキロバトルのタイプ標本 FR.MNUFR 15はまとまって発見されたが、ほとんど関節状態ではなく、歯のついた上顎骨、2つの頸椎、2つの胴椎、断片的な肋骨、7つの尾椎、肩甲骨、烏口骨、右の腸骨、恥骨、坐骨を含む骨盤、橈骨、不完全な手、左の大腿骨と脛骨、不完全な足の骨で構成されている。 Smith at al. (2012)では脛骨の長さが490ミリメートルであることからこの恐竜が2番目に大きなドロマエオサウルス類であることを特筆している。大腿骨は505ミリメートルで脛骨より3%長く、ドロマエオサウルス類では珍しい特徴である。推定では体重は350キログラムである。歯には鋸歯があり、カーブしていて、後方の鋸歯は前側より大きい。

### キメラの可能性
アキロバトルの骨盤は他のドロマエオサウルス科と比較して祖先形質的（原始的な）竜盤類の特徴を持っている。例えば、恥骨が垂直に配置され、ピュービックブーツ（先端の膨らんだ部分）が大きく、比較的小さなピュービックブーツを持ち恥骨が坐骨と同じ方向を向いている（この状態はopisthopubyと呼ばれ、近縁でない鳥盤類やテリジノサウルス類、鳥類でも見られる）他のドロマエオサウルス類と異なっている。
これらなどの相違点からBurnham et al. (2000)ではアキロバトルが古生物学的にキメラであると示唆した。しかし、別の研究者は化石の多くの要素が関節状態で発見されたことと、全ての要素が同じ色と保存状態だったことと、これらの相違点を含めても常にアキロバトルが系統解析でドロマエオサウルス科として現われることからキメラである可能性を論破している。

## 分類
アキロバトルは鳥類に近縁な恐竜と考えられているドロマエオサウルス科に属している。(鳥類を含む)他の獣脚類とドロマエオサウルス科の系統関係がよく理解されている一方、ドロマエオサウルス科内の系統関係はよく分かっていない。 Longrich & Currie (2009)やSenter et al. (2012)など最近の系統解析ではアキロバトルはドロマエオサウルス亜科に属し、北アメリカの種であるユタラプトルやドロマエオサウルスに最も近縁であることが示されている。同じくドロマエオサウルス科であるデイノニクスやヴェロキラプトルは科内の別の枝に配置される。

### 独自の解剖学的特徴
記相（diagnosis）とは生物種（分類群）を他の全ての生物から正確に識別するための解剖学的特長の説明である。全てではないがいくつかの記相となる特徴は固有派生形質である。固有派生形質とはその生物種あるいは分類群のみで獲得された識別可能な固有の解剖学的特徴である。
Turner et al. (2012)に拠ればアキロバトルは以下の特徴および固有派生形質により識別することが可能である。
- 前上顎骨窓が完全に露出している
- 前上顎骨窓および上顎骨窓が細長く、上顎骨と同じ水準で垂直方向に配向している
- 第三中足骨の近位が広い
- 大腿骨が脛骨より長い
- 骨盤がpropubic（恥骨が前を向いた状態）である
- 腸骨の坐骨の閉鎖孔突起が大きく、三角形で坐骨の骨幹の半分ほど近位に位置している
- 恥骨の遠位にあるブーツが頭側、尾側の双方に発達している

## 生態

### 生息地と年代
アキロバトルの化石はモンゴルのドルノゴビ県にあるバインシレ層にある白亜紀に堆積したきめの細かい砂岩/灰泥岩から発掘された。2つの対立仮説があり、正確な年代は確定していない。他の累層との比較に基づくとバインシレ層の動物相は白亜紀後期のチューロン期からカンパニア期初期（9300万年前から8000万年前）のものと一番よく一致する。しかし、累層の地磁気層序はバヤンシレ層全がCretaceous Long Normal（白亜紀にあった長期の地磁気安定期）のもので、これはサントン期の終わりまでしか続かなかったため、地層の年代はセノマン期からサントン期（9800万年前から8300万年前）のものと推定される。

### 動物相と生息環境
バインシレ層の古動物相にはティラノサウルス上科のカンクウルウやオルニトミモサウルス類のガルディミムス、テリジノサウルス上科のセグノサウルスやエルリコサウルス、アンキロサウルス科のタラルルスやツァガンテギア、ハドロサウルス科のゴビハドロスや竜脚類のエルケトゥ、角竜類のグラキリケラトプス、アズダルコ科の翼竜が含まれている。

## 参照
1. ↑  Holtz, Thomas R. Jr. (2010) Dinosaurs: The Most Complete, Up-to-Date Encyclopedia for Dinosaur Lovers of All Ages, Winter 2010 Appendix.
2. ↑  Perle, A., Norell, M.A., and Clark, J. (1999). "A new maniraptoran theropod - Achillobator giganticus (Dromaeosauridae) - from the Upper Cretaceous of Burkhant, Mongolia." Contributions of the Mongolian-American Paleontological Project, 101: 1–105.
3. ↑  Poling, Jeff (1996). "Dinosauria Translation and Pronunciation Guide Archived 2010年1月17日, at WebCite" Last accessed 2008-07-07.
4. ↑  “ACHILLOBATOR”.   Hostgator.com. 2013年8月24日閲覧。
5. ↑  Mortimer, Mickey. “Dromaeosaurs”. 2014年7月28日時点のオリジナルよりアーカイブ。2013年8月24日閲覧。
6. ↑  Burnham, D.A., Derstler, K.L., Currie, P.J., Bakker, R.T., Zhou, Z., and Ostrom, J.H. (2000). "Remarkable new birdlike dinosaur (Theropoda: Maniraptora) from the Upper Cretaceous of Montana." University of Kansas Paleontological Contributions, 13: 1-14.
7. ↑  Norell, M.A. and Makovicky, J.A. (2004). "Dromaeosauridae." In Weishampel, D.B., P. Dodson, and H. Osmolska (eds.). The Dinosauria (2nd Edition). Berkeley: University of California Press. Pp. 196-209.
8. 1 2  Senter, P., Kirkland, J.I., DeBlieux, D.D., Madsen, S., and Toth, N. (2012). "New Dromaeosaurids (Dinosauria: Theropoda) from the Lower Cretaceous of Utah, and the Evolution of the Dromaeosaurid Tail." PLoS ONE, 7(5): e36790. doi:10.1371/journal.pone.0036790
9. ↑  P. Godefroit, P. J. Currie, H. Li, C. Y. Shang, and Z.-M. Dong. 2008. A new species of Velociraptor (Dinosauria: Dromaeosauridae) from the Upper Cretaceous of northern China. Journal of Vertebrate Paleontology 28(2):432-438
10. ↑  N. R. Longrich and P. J. Currie. 2009. A microraptorine (Dinosauria–Dromaeosauridae) from the Late Cretaceous of North America. Proceedings of the National Academy of Sciences
11. ↑  Makovicky, J.A., Apesteguía, S., and Agnolín, F.L. (2005). "The earliest dromaeosaurid theropod from South America." Nature, 437: 1007-1011.
12. ↑  Turner, Makovicky and Norell, 2012. A review of dromaeosaurid systematics and paravian phylogeny. Bulletin of the American Museum of Natural History. 371, 1-206.
13. ↑  Jerzykiewicz, T. and Russell, D.A. (1991). "Late Mesozoic stratigraphy and vertebrates of the Gobi Basin." Cretaceous Research, 12(4): 345-377.
14. ↑  Hicks, J.F., Brinkman, D.L., Nichols, D.J., and Watabe, M. (1999). "Paleomagnetic and palynological analyses of Albian to Santonian strata at Bayn Shireh, Burkhant, and Khuren Dukh, eastern Gobi Desert, Mongolia." Cretaceous Research, 20(6): 829-850.
15. ↑  Voris, Jared T.; Zelenitsky, Darla K.; Kobayashi, Yoshitsugu; Modesto, Sean P.; Therrien, François; Tsutsumi, Hiroki; Chinzorig, Tsogtbaatar; Tsogtbaatar, Khishigjav (2025-06-11). “A new Mongolian tyrannosauroid and the evolution of Eutyrannosauria” (英語). Nature. doi:10.1038/s41586-025-08964-6. ISSN 0028-0836.